# Geotagging
Geotagging, někdy označováno i jako geocoding, je přidávání geografických metadat k různým médiím jako jsou webové stránky, RSS zdroje nebo obrázky. Tyto informace obvykle obsahují data o zeměpisné délce a šířce, mohou ale obsahovat i data o nadmořské výšce, azimutu nebo o zeměpisných názvech.
Geocoding také označuje přiřazování nezaměřených geografických identifikátorů, jako jsou poštovní adresy, ke geografickým souřadnicím.
Geotagging pomáhá vyhledávat široké spektrum různých informací specifických pro dané umístění. Například se dají s jeho pomocí vyhledávat obrázky vyfocené poblíž zadaných geografických souřadnic. Další informační služby s fungujícícm geotaggingem mohou být používány k vyhledávání zpráv, webů nebo ostatních zdrojů správně umístěných.

## Webové stránky
Webové stránky mohou být označovány meta daty a tím "geotaggovány". Standard GeoURL vyžaduje ICBM tag:
```
<
meta
 
name
=
"ICBM"
 
content
=
"50.167958, -97.133185"
>

```

Podobný Geo Tag formát povoluje přiřazovat i zeměpisný název nebo kód regionu:
```
<
meta
 
name
=
"geo.position"
 
content
=
"50.167958;-97.133185"
>

<
meta
 
name
=
"geo.placename"
 
content
=
"Rockwood Rural Municipality, Manitoba, Canada"
>

<
meta
 
name
=
"geo.region"
 
content
=
"ca-mb"
>

```

### Mikroformát
Geografické souřadnice se dají přidávat i do mikroformátu geo dovoluje vkládat do webových stránek souřadnice tak, aby byly snadno rozpoznány programovým vybavením počítače.

### Příklad užití
```
<
span
 
class
=
'geo'
>

<
span
 
class
=
'latitude'
>
50.167958
</
span
>
; 

<
span
 
class
=
'longitude'
>
-97.133185
</
span
>

```

### Zobrazení příkladu
50.167958; -97.133185

### Výsledky užití
Příklad i zobrazí mikroformát používaný softwarem a je rozpoznatelný.
Bylo navrženo i vylepšení Geo mikroformátu k rozšíření působnosti na jiná vesmírná tělesa jako jsou Mars nebo Měsíc.
Příklady použití jsou vidět na některých fotografiích na službě pro sdílení fotografií Flickr, která pro některé fotografie poskytuje geografická metadata ve všech formátech.

## Geotagging ve značkovacích jazycích

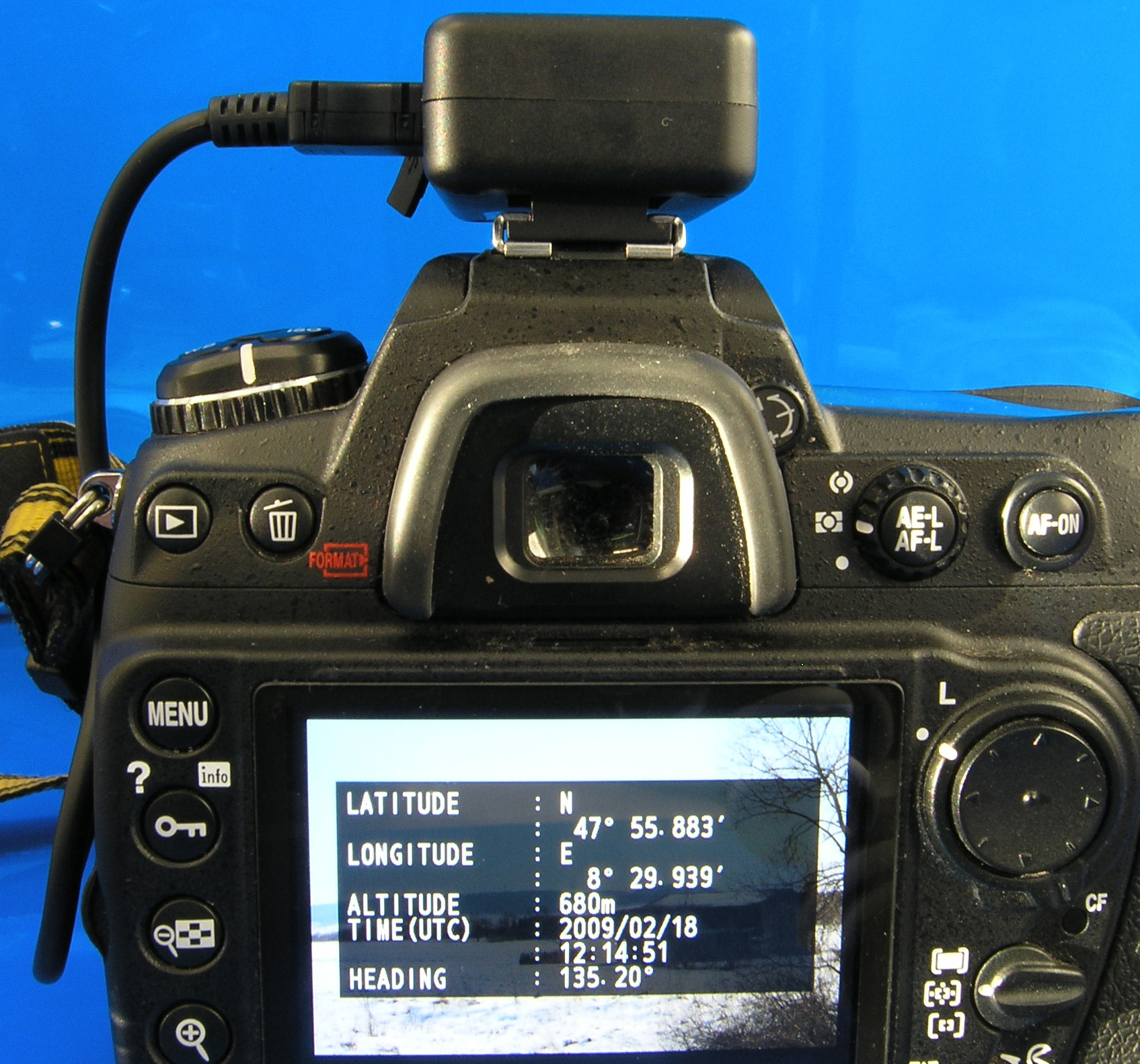
Nikon D300 + "Solmeta Geotagger N2 Kompass"

Prozatím neexistuje žádný průmyslový standard, ale existuje více různých způsobů přidávání souřadnic ke zdrojům informací. Jedním z používaných typů je řešení podle webové stránky GeoBloggers, které umožnilo přidávat tagy k fotografiím na Flickru nebo na záložky del.icio.us.
GeoBloggers používá tři tagy:
- geotagged
- geo:lat=latitude např. geo:lat=51.4989
- geo:lon=longitude např. geo:lon=-0.1786

kde délka a šířka jsou geografické souřadnice umístění. Jsou vyjádřeny v desetinných stupních v souřadném systému WGS84.
Dalším řešením je značkovací jazyk FlickrFly, který specifikuje úhel a šíři pohledu na umístění dle souřadnic zobrazených v Google Earthu.
- ge:head=xxxx např. ge:head=127.00, kde xxxx je směr pohledu v desetinných stupních s 0 na pohled k severu.
- ge:tilt=yyyy např. ge:tilt=60.00, kde yyyy je úhel pohledu v desetinných stupních s 0 na zemském povrchu.
- ge:range=zzzz např. ge:range=560.00, kde zzzz je šíře pohledu v metrech.

## Geotagging v různých systémech
V srpnu 2006 Flickr představil podporu pro geografická metadata ve vlastnostech obrázku a v nastavení podle metody GeoBloggers.
Na Wikipedii jsou používány šablony typu coor.

## Geotagging v mobilních telefonech
S postupně přibývajícími mobilními telefony s integrovanou GPS se začala objevovat nová funkce v nastavení fotoaparátů. Oficiálně přišla jako první Nokia N82, ovšem pomocí aplikace Location Tagger[nedostupný zdroj] lze tento prvek doinstalovat do většiny zařízení se Symbianem S60 3rd Edition.

#### Kódování pro weby, ...
- track-n-share.com Archivováno 14. 4. 2008 na Wayback Machine. Geotaggování fotografií, zobrazení trasy a fotografií na ní na Google Earthu
- GeoURL
- Geotagy
- MyGeoPosition.com (Geokódování pro poštovní adresy a jejich zobrazení)
- Geo-Tag-Generator
- Geotags My geotagging trials, travails and triumphs, CNET Archivováno 9. 5. 2008 na Wayback Machine.
- GPS gadget aims to ease geotagging Archivováno 10. 6. 2020 na Wayback Machine. (Jednoduché řešení pro geotagging)

- GeoRSS

#### Články a dokumenty
- W3C Semantic Web Interest Group
- "Location, Location, Location" Wall Street Journal
- W3C/IETF I-Draft for HTML Geotags
- IETF I-Draft for HTTP Geoheader
- IETF Geographic Location/Privacy (geopriv) Group
- Fotogalerie v Google Earth a Maps: jak zobrazit snímky na mapě, Navigovat.cz
- Jak funguje geotegging v Nokii N82?, NokiaMania.cz